# 안동우
안동우(安東佑, 1962년 7월 22일 ~ )은 대한민국의 제7·8·9대 제주특별자치도의원이며, 제주특별자치도 제주시 구좌읍 김녕리 출신이다.

## 학력
- 김녕국민학교 졸업
- 김녕중학교 졸업
- 제주농업고등학교 졸업
- 동아대학교 농학 학사 졸업

## 경력
- 감귤류 수입관리위원회 위원
- 제주도 농업인단체협의회 감사
- 친환경학교급식제주연대 자문위원
- 제주축산업협동조합 사외이사
- 제주농업고등학교 교사
- 서귀농업고등학교 교사
- 세화고등학교 교사
- 제주농업포럼 이사
- 제주도 마늘대책위원회 집행위원회 위원장
- 2004.06 ~ 2006.06 제7대 제주도의회 의원
- 2004.06 ~ 2004.07 제7대 제주도의회 전반기 행정자치위원회 위원
- 2004.07 ~ 2006.02 제7대 제주도의회 4·3특별위원회 위원
- 2004.07 ~ 2006.06 제7대 제주도의회 후반기 농수산환경위원회 위원
- 2004.07 ~ 2006.06 제7대 제주도의회 후반기 예산결산특별위원회 위원
- 2006.07 ~ 2010.06 제8대 제주특별자치도의회 의원
- 2006.07 ~ 2010.06 제8대 제주특별자치도의회 4·3 특별위원회 위원장
- 2006.07 ~ 2008.07 제8대 제주특별자치도의회 전반기 농수축산지식산업위원회 위원장
- 2008.07 ~ 2010.06 제8대 제주특별자치도의회 후반기 농수축산지식산업위원회 위원장
- 2010.07 ~ 2014.06 제9대 제주특별자치도의회 의원
- 2010.07 ~ 2012.07 제9대 제주특별자치도의회 전반기 농수축산지식산업위원회 위원
- 2010.07 ~ 2012.07 제9대 제주특별자치도의회 전반기 예산결산특별위원회 위원
- 2012.07 ~ 2014.06 제9대 제주특별자치도의회 후반기 예산결산특별위원회 위원장
- 2012.07 ~ 2014.06 제9대 제주특별자치도의회 후반기 문화관광위원회 위원장
- 2012.09.25 통합진보당 탈당
- 2017.07 ~ 2019.10 제3대 제주특별자치도 정무부지사
- 2020.07 ~ 2022.06 제32대 제주특별자치도 제주시장

## 역대 선거 결과
|  | 29.3% |

|  | 37.88% |

|  | 37.97% |

| 전임 김방훈 | 제3대 제주특별자치도 정무부지사 2017년 7월 10일 ~ 2019년 10월 31일 | 후임 김성언 |

| 전임 고희범 | 제32대 제주특별자치도 제주시장(관선) 2020년 7월 1일 ~ 2022년 6월 30일 | 후임 이상헌(직무대리) |